# Richard Johansson
Carl Richard Johansson (ur. 18 czerwca 1882 w Gävle, zm. 24 lipca 1952 tamże) – szwedzki łyżwiarz figurowy, startujący w konkurencji solistów i par sportowych z Gertrud Ström. Wicemistrz olimpijski z Londynu (1908), brązowy medalista mistrzostw świata (1909) w parach sportowych oraz 4-krotny mistrz Szwecji wśród solistów (1904, 1908–1910).

## Osiągnięcia

### Soliści
| Zawody               | 1904           | 1905           | 1906           | 1907           | 1908           | 1909           | 1910           | 1911           | 1912           | 1913           | 1914           |                |                |                |                |                |                |
| Międzynarodowe       | Międzynarodowe | Międzynarodowe | Międzynarodowe | Międzynarodowe | Międzynarodowe | Międzynarodowe | Międzynarodowe | Międzynarodowe | Międzynarodowe | Międzynarodowe | Międzynarodowe | Międzynarodowe | Międzynarodowe | Międzynarodowe | Międzynarodowe | Międzynarodowe | Międzynarodowe |
| -------------------- | -------------- | -------------- | -------------- | -------------- | -------------- | -------------- | -------------- | -------------- | -------------- | -------------- | -------------- | -------------- | -------------- | -------------- | -------------- | -------------- | -------------- |
| Igrzyska olimpijskie |                |                |                |                | 2              |                |                |                |                |                |                |                |                |                |                |                |                |
| Mistrzostwa świata   |                | 4              |                |                |                | 4              |                | 5              |                |                | 9              |                |                |                |                |                |                |
| Mistrzostwa Europy   |                |                |                |                |                |                |                |                |                | 5              |                |                |                |                |                |                |                |
| Krajowe              |                |                |                |                |                |                |                |                |                |                |                |                |                |                |                |                |                |
| Mistrzostwa Szwecji  | 1              |                | 3              | 2              | 1              | 1              | 1              |                |                |                |                |                |                |                |                |                |                |

### Pary sportowe
Z Gertrud Ström
| Mistrzostwa świata | 3 |